# فینال جام حذفی فوتبال انگلستان ۱۸۸۸
فینال جام حذفی فوتبال انگلستان ۱۸۸۸، رقابت پایانی جام حذفی فوتبال انگلستان در سال ۱۸۸۸ میلادی است که مابین دو تیم باشگاه فوتبال وست برومویچ و باشگاه فوتبال پرستون نورث‌اند در ورزشگاه اووال لندن برگزار شده‌است.
این مسابقه که در تاریخ ۲۴ مارس ۱۸۸۸ انجام شده‌است با نتیجه ۲ بر ۱ به سود تیم باشگاه فوتبال وست برومویچ به پایان رسید.